# アルファタウリ・AT01
アルファタウリ・AT01 (AlphaTauri AT01) は、スクーデリア・アルファタウリが2020年のF1世界選手権参戦用に開発したフォーミュラ1カーである。
本年より「スクーデリア・トロ・ロッソ」から「スクーデリア・アルファタウリ」に変更されたため、アルファタウリとしては最初のフォーミュラ1カーとなる。

## 概要
2020年2月14日、オーストリアのザルツブルク空港に親会社のレッドブル・グループが保有する「ハンガー7」で行われた体制発表会で初公開され、翌日にイタリアのミサノ・ワールド・サーキット・マルコ・シモンチェリでシェイクダウンを行った。製造責任者は、テクニカルディレクターを務めるジョディ・エギントン。
チーム名の変更によりカラーリングはアルファタウリのブランドカラーであるホワイトとダークネイビーに一新され、パワーユニット(PU)を供給するホンダのロゴのみがワンポイントで赤く描かれた。このデザインはFIA公式F1.comのファン投票にて、今シーズンの『ベスト・カラーリング賞』に選出されている。
サスペンション、ギアボックス、ハイドロリックといったパーツは引き続きレッドブル・テクノロジー（RBT）から提供されるが、フロントウィングのマシン外側に向けて気流を導くアウトウォッシュコンセプトやフロントサスペンションについては、姉妹チームであるレッドブルのRB16とは一線を画している。

## 2020年シーズン
ドライバーはピエール・ガスリーとダニール・クビアトのコンビを継続。
プレシーズンテストでは予定されたテストを順調にこなし、シーズンへ向けて準備を整えたが、2019新型コロナウイルスの世界的流行の影響により、F1は休止状態となった。
それを経て迎えたシーズンだが、開幕戦となった7月のオーストリアGPでは、ガスリーが、第2戦シュタイアーマルクGPではクビアトが今季初入賞を記録。
以降の成績だが、ガスリーは開幕戦と後述の初優勝も含め、計10回入賞。予選も第2戦で今季初のQ3進出を果たし、特に第13戦エミリア・ローマニャGPでの自身最高位タイとなる4番手獲得（同決勝はマシントラブルでリタイア）。シーズンの半分は予選Q3進出を果たした。
一方でクビアトは第2戦も含め、最終的に計7回入賞。しかし、予選は第12戦までQ2止まりとなり、決勝も第4戦のホイールのリムのオーバーヒートが原因のタイヤバーストやレース戦略のミスなどの不運が続いた。それでも、第13戦で今季初のQ3進出の8番手からシーズン最高位となる4位入賞や第15戦バーレーンGP以降の予選では3戦連続Q3進出などを記録したものの、結果だけ見ればガスリーの後塵を拝した。差がついた一因として、クビアトはステアリングのフィーリングなどのマシン特性をつかむのに時間がかかったことを挙げている。
そのうち、第8戦イタリアGPでは、両者共に中団の位置からのスタートながら2台とも入賞を望める位置を走行し、レース中盤のセーフティーカーと赤旗中断により入賞圏内に浮上。特にガスリーがピットストップのタイミングを合わせることに成功し、大きく順位を上げ暫定3位となり、赤旗後のリスタートではスタートダッシュを決め首位へ浮上。36周目以降は2位のカルロス・サインツ（マクラーレン）と一進一退の攻防を展開。最終的にガスリーがそのまま逃げ切ることに成功し、トップでチェッカーを受けた。これにより、アルファタウリとしては初表彰台を優勝で飾り、ファエンツァのチームとしては2008年イタリアグランプリ以来の2度目の優勝を飾る結果となった。また、クビアトも9位に入っており、チーム初のダブル入賞も記録することとなった。
シーズンの総合成績は、順位こそ前シーズンの6位から後退した7位に終わるが、イタリアGPでのガスリーの初優勝やトロ・ロッソ時代も含めチーム史上初の100ポイント超えを達成している。

## スペック

### シャシー
- 名称：AT01[28]
- シャシー構造: スクーデリア・アルファタウリ カーボンファイバー・コンポジット製モノコック
- サスペンション
  - フロント: スクーデリア・アルファタウリ(SAT)/レッドブル・テクノロジー(RBT) - SAT カーボンファイバー・コンポジット製ウィッシュボーン、RBT プッシュロッド インボードトーションバースプリング&ダンパー
  - リア: レッドブル・テクノロジー - カーボンファイバー・コンポジット製ウィッシュボーン/プルロッド トーションバースプリング&ダンパー
- ブレーキダクト: スクーデリア・アルファタウリ フロント&リア
- ステアリング: スクーデリア・アルファタウリ/レッドブル・テクノロジー パワーアシスト
- ギアボックス: レッドブル・テクノロジー カーボンファイバー・コンポジット製メインケース 縦置き、油圧式 8速
- ディファレンシャル: 油圧、マルチプレート
- クラッチ: 油圧、カーボンマルチプレート
- ブレーキシステム: スクーデリア・アルファタウリ/レッドブル・テクノロジー
- ドライバーズシート: スクーデリア・アルファタウリ - ドライバーに合わせた成形カーボンファイバー・コンポジット
- タイヤ: ピレリ
- 燃料システム: スクーデリア・アルファタウリ/レッドブル・テクノロジー
- 重量：746kg

### パワーユニット
- 名称: ホンダ RA620H
- 気筒数: V型6気筒
- 排気量: 1,600cc
- 最高回転数: 15,000rpm (レギュレーションで規定)
- バルブ数: 24（1気筒あたり4バルブ、吸気2、排気2、レギュレーションで規定)
- バンク角: 90度
- エンジンマネージメント: ホンダ、レギュレーションで定められたエンジンコントロールニット（ECU）
- オイル: モービル1
- 重量: 145kg

## 記録
（key）
| 年   | No. | ドライバー | AUT | STY | HUN | GBR | 70A | ESP | BEL | ITA | TUS | RUS | EIF | POR | EMI | TUR | BHR | SKR | ABU | ポイント | ランキング |
| ---- | --- | ---------- | --- | --- | --- | --- | --- | --- | --- | --- | --- | --- | --- | --- | --- | --- | --- | --- | --- | -------- | ---------- |
| 2020 | 26  | クビアト   | 12† | 10  | 12  | Ret | 10  | 12  | 11  | 9   | 7   | 8   | 15  | 19  | 4   | 12  | 11  | 7   | 11  | 107      | 7位        |
| 2020 | 10  | ガスリー   | 7   | 15  | Ret | 7   | 11  | 9   | 8   | 1   | Ret | 9   | 6   | 5   | Ret | 13  | 6   | 11  | 8   | 107      | 7位        |

- 太字はポールポジション、斜字はファステストラップ
- † 印はリタイアだが、90%以上の距離を走行したため規定により完走扱い。
- * : 今シーズンのポイント及び順位（現時点）。